# Euphaedra (Euphaedrana) vicina
Euphaedra (Euphaedrana) vicina es una especie de  Lepidoptera, de la familia Nymphalidae,  subfamilia Limenitidinae, tribu Adoliadini, pertenece al género Euphaedra, subgénero (Euphaedrana).

## Subespecies
- Euphaedra (Euphaedrana) vicina vicina (Hecq, 1984)
- Euphaedra (Euphaedrana) vicina pallidoides (Hecq, 1984)
- Euphaedra (Euphaedrana) vicina longiqua (Hecq, 1984)

## Localización
Esta especie y sus subespecies de Lepidoptera se encuentran localizadas en Nigeria, Uganda y Zaire (África). 